# شهرستان دنغره
ناحیهٔ دنغره (به ازبکی: Dangʻara District) یک منطقهٔ مسکونی در ازبکستان است که در ولایت فرغانه واقع شده‌است. ناحیه دنغره ۴۵۰ کیلومتر مربع مساحت و ۱۲۲٬۴۰۰ نفر جمعیت دارد.